# ادوارد نلسون
ادوارد نلسون (۴ مه ۱۹۳۲–۱۰ سپتامبر ۲۰۱۴) استاد گروه ریاضیات در دانشگاه پرینستون بود. او به دلیل کار در زمینه ریاضی فیزیک و منطق ریاضیاتی شناخته شده‌است. در منطق ریاضی، او به ویژه برای نظریه مجموعه داخلی خود، و دیدگاه‌هایی در مورد فرانهایتی و سازگاری حساب برجسته است. در فلسفه ریاضیات او از نظر فرمالیسم به جای افلاطونی یا شهودگرایی حمایت می‌کرد. وی همچنین در مورد رابطه دین و ریاضیات نوشته‌است.

## زندگی‌نامه
نلسون در سال ۱۹۳۲ در دکاتور، جورجیا متولد شد ، در کودک تحت دیکتاتوری موسولینی در ایتالیا زندگی کرد. نلسون به همراه مادرش قبل از جنگ جهانی دوم به شهر نیویورک نقل مکان کرد در حالی که پدرش که به زبان روسی مسلط بود در رابطه با موضوعات مربوط به زندانیان جنگ در سن پترزبورگ ماند. پس از جنگ او برای تحصیلات دبیرستان به ایتالیا بازگشت.
وی دکترای خود را در سال ۱۹۵۵ از دانشگاه شیکاگو دریافت کرد. جایی که با ایروینگ سگال کار کرد. وی از سال ۱۹۵۶ تا ۱۹۵۹ عضو مؤسسه مطالعات پیشرفته بود. وی از سال ۱۹۵۹ در دانشگاه پرینستون منصب داشت، در سال ۱۹۶۴ استاد آنجا بود و در سال ۲۰۱۳ بازنشسته شد.
در سال ۲۰۱۲ او عضو انجمن ریاضی آمریکا شد.  وی در ۱۰ سپتامبر ۲۰۱۴ در پرینستون، نیوجرسی درگذشت. 

## کار آکادمیک

### مکانیک کوانتومی تصادفی
نلسون در موارد زیر همکاری داشت:
نظریه بی‌نهایت بعدی نمایش گروه، حل ریاضی نظریه میدان کوانتومی، استفاده از فرایندهای تصادفی در مکانیک کوانتومی، و فرمول بندی نظریه احتمال در شرایط تجزیه و تحلیل غیر استاندارد.
وی برای سالهای بسیاری در ریاضی فیزیک و نظریه احتمال کار کرده‌است، او بسیار به این زمینه‌ها علاقه داشت، به ویژه در رابطه با تعمیم‌های ممکن از مکانیک تصادفی به تئوری میدان.

### قضیه چهار رنگ
در سال ۱۹۵۰، نلسون یک نوع محبوب از مسئله قضیه چهار رنگ فرموله کرد.

### مبانی ریاضیات
در قسمت بعدی کار خود، روی منطق ریاضی و مبانی ریاضیات کار کرد. یکی از اهداف وی گسترش IST ( تئوری مجموعه داخلی - نسخه ای از تجزیه و تحلیل غیر استاندارد آبراهام رابینسون) به شیوه ای طبیعی بود که شامل توابع و مجموعه‌های خارجی است، به گونه ای که یک تابع خارجی را با خصوصیات مشخص فراهم می‌کند. مگر اینکه مانع نهایی سر راه گسترش آن وجود داشته باشد. وی کارهای دیگری با محوریت بخش‌هایی از حسابی انجام داد که شامل، مطالعه اختلاف بین این نظریه‌های قابل تفسیر در حساب رافائل رابینسون هستند و آنهایی که نیستند. نظریه پیچیدگی محاسباتی، از جمله این مسئله که آیا P برابر NP است یا خیر. و برسی خودکار اثبات
در سپتامبر ۲۰۱۱، نلسون اعلام کرد که ثابت کرده‌است که اصول موضوعه پئانو منطقا دارای مغایرت است.  وی خطایی در اثبات یافت، و او این ادعا را پس گرفت. 